# 마이크 데오다투
마이크 데오다투(브라질 포르투갈어: Mike Deodato)는 브라질의 만화가이다. 본명은 데오다투 타우마투르구 보르지스 필류(브라질 포르투갈어: Deodato Taumaturgo Borges Filho)이다.

## 저작

### 마블 코믹스
- 《뉴 어벤저스 New Avengers》 Vol.3 #7-12, #28 (2013-15)
- 《원죄 Original Sin》 #1-8 (2014)